# Hewlett Johnson
Hewlett Johnson (Manchester, 1874. január 25. – London, 1966. október 22.) marxista beállítottságú, keresztényszocialista, szovjetbarát anglikán lelkész.
Műszaki tanulmányok után egy mozdonygyárban dolgozva ismerkedett meg a szocialista eszmékkel. 1900-ban döntött a lelkészi hivatás mellett. Oxfordban folytatott teológiai tanulmányokat. 1904-ben szentelték pappá. 1924-től Manchester, majd 1931-től 1963-ig Canterbury székesegyházának dékánja, érseki helynök. Az 1930-as évektől kezdve számos utazást tett a Szovjetunióban. A szovjet-kommunista propagandacélokat kiszolgáló írásai és beszédei miatt „vörös érseknek”, „vörös dékánnak” is nevezték. 1948-tól a Brit–Szovjet Baráti Társaság Elnöke, 1950-től a Kominform befolyása alatt álltó Béke Világtanács tagja.
Tevékenységét a szovjetek két ízben is magas kitüntetéssel viszonozták (1945: A Munka Vörös Zászló Érdemrendje; 1951: Nemzetközi Sztálin-békedíj). 1947-ben és 1951-ben Magyarországon is járt, a kommunista párt több írását magyarul is megjelentette.

## Magyarul megjelent művei
- Egyéniség és marxizmus; ford. Szentgyörgyi László; Szikra, Bp., 1946
- Szovjet hatalom. Titkok és tanulságok; bev. Tildy Zoltán, ford. Kerékgyártó Elemér; Szikra, Bp., 1947
- Angol főpap a Szovjetúnióról. Részletek Hewlett Johnson könyveiből; Szikra, Bp., 1947
- Szovjetsiker; ford. Róna Ilona; Szikra, Bp., 1949
- Kína új korszaka; ford. Szinnai Tivadar; Szikra, Bp., 1954